# Vanille
Vous lisez un « bon article » labellisé en 2010.
Pour les articles homonymes, voir Vanille (homonymie).
La vanille est une épice constituée par le fruit de certaines orchidées lianescentes tropicales d'origine mésoaméricaine du genre Vanilla, principalement de l'espèce Vanilla planifolia.
Vanilla pompona peut également être cultivé pour la production de la vanille, son fruit court lui valant aussi l'appellation de vanillon. Quant à Vanilla x tahitensis, la vanille de Tahiti, les qualités agronomiques et aromatiques particulières de ce cultivar de Vanilla planifolia l'ont fait longtemps considérer comme une variété distincte.

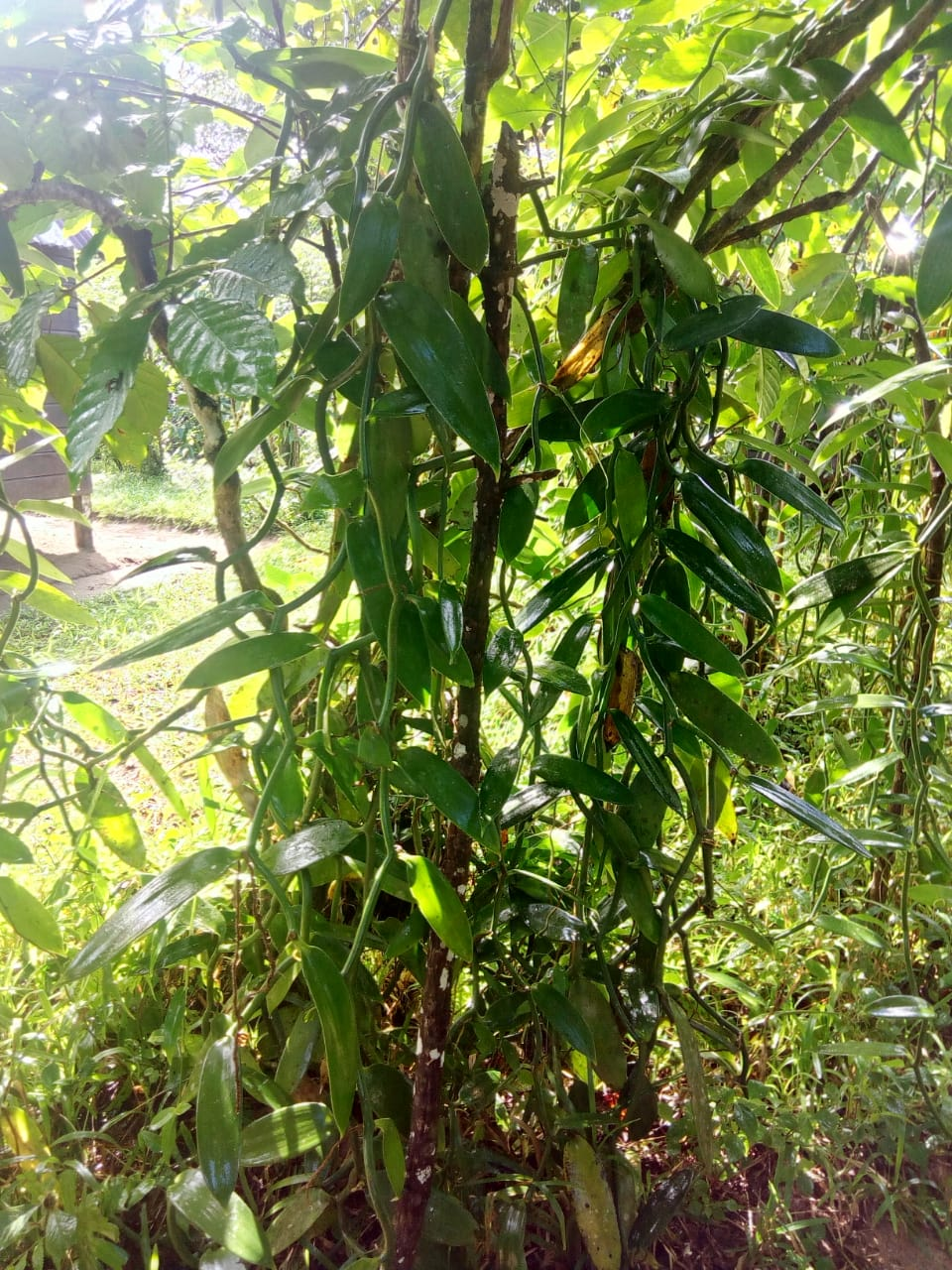
Vanille sur pied, prise à Masoala, Maroantsetra, à Madagascar.

Les plantes mises en culture pour la production de la vanille se nomment « vanille » ou, parfois, « vanillier ». Ce sont les seules orchidées, avec certaines variétés d'Orchis (dont la racine tubéreuse  est utilisée pour la production d'une farine, principal ingrédient du salep), mises en culture pour l'alimentation humaine. Botaniquement, les fruits obtenus se nomment capsules.
Pour obtenir une épice richement aromatique, la culture et la transformation de la vanille nécessitent de la part des agriculteurs des soins longs et attentifs. Cela en fait, rapporté au poids, l'un des produits agricoles alimentaires à la valeur la plus élevée au monde. Il se présente sous la forme de bâtonnets noirs et luisants, communément appelés « gousses de vanille ».

## Présentation

### Appellations

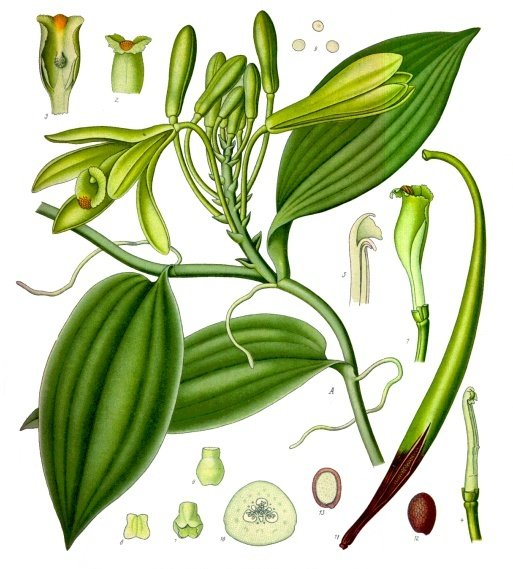
Vanilla planifolia, principale variété mise en culture pour la production de vanille.

Étymologiquement, le nom « vanille » dérive de l'espagnol vainilla, diminutif de vaina (« gousse » en français), lui-même issu du latin vagina dont sont issus en français « gaine » et « vagin » et qui signifie « gaine », « gousse », « fourreau », « étui ».
La vanille était connue sous différents noms selon la culture autochtone préhispanique qui l'utilisait, : les Totonaques l'appelaient xahnat, ou xanat, les Aztèques tlilxochitl, et les Mayas cizbiques (che’sib’ik),.
Le terme aztèque tlilxochitl, encore utilisé aujourd'hui en nahuatl, est une combinaison des mots tlīlli (« suie », « encre noire »), et xōchitl (« fleur »), et signifie littéralement « fleur noire ».
Le terme maya cizbiques est la translittération espagnole du mot yucatèque che’sib’ik utilisé pour désigner la vanille,, composé de che' qui signifie « arbre » et de sib'ik qui signifie « suie », « noir ».
Dans la plupart des langues européennes, on désigne la vanille par des noms phonétiquement très semblables : vanilla en anglais, wanilia en polonais, vanilje en suédois.

### Description
Souple et peu ramifiée, la liane de la vanille ou du vanillier, se développe par croissance du bourgeon terminal et forme de longues pousses qui peuvent s'élancer à l'assaut de leur support sur plus de dix mètres. Si la tige est cassée, les morceaux se bouturent facilement, ce qui permet la multiplication de la plante, spontanément comme en culture.

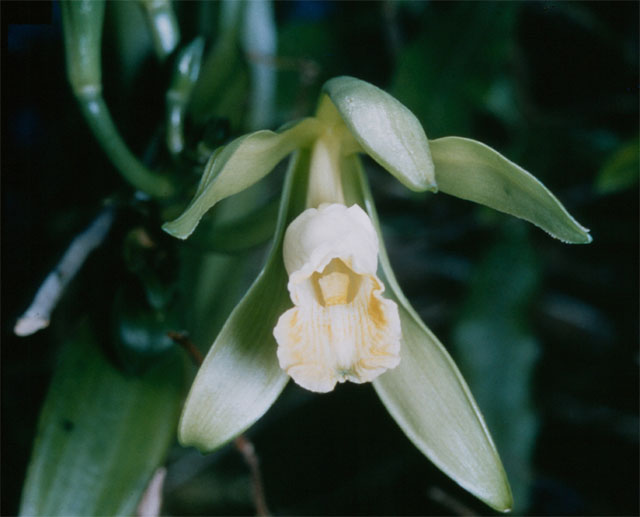
Fleur de vanille.

Les feuilles sont disposées de manière alternée de chaque côté de la tige. Elles sont planes, entières, ovales avec le bout pointu, environ trois fois plus longues que larges et peuvent mesurer jusqu'à une quinzaine de centimètres. La tige et les feuilles sont vertes, charnues, gorgées d'un suc transparent et irritant provoquant sur la peau des brûlures et des démangeaisons persistantes. Au nœud d'insertion des feuilles apparaissent souvent des racines aériennes qui permettent à la vanille de s'accrocher à son support ou le cas échéant à une bouture de s'enraciner.
Les fleurs groupées forment de petits bouquets à l'aisselle des feuilles. De couleur blanche, verdâtre ou jaune pâle, elles possèdent la structure classique d'une fleur d'orchidée.
La fécondation naturelle nécessite l'intervention d'insectes spécifiques, présents uniquement dans les forêts denses dont la vanille est originaire en Amérique centrale. Les responsables seraient des abeilles spécialisées dans le butinage des orchidées, les Euglossines, principalement l'espèce Euglossa viridissima et peut-être aussi Eulaema cingulata. Les Mélipones, notamment Melipona beecheii, considérées à une époque comme les fécondatrices de la vanille, semblent en revanche aujourd'hui écartées par les entomologistes. Après la fécondation, l'ovaire qui faisait office de pédoncule à la base de la fleur se transforme en une gousse pendante longue de 12 à 25 centimètres. Les gousses fraîches et encore inodores ont un diamètre de 7 à 10 millimètres. Elles contiennent des milliers de graines minuscules qui seraient libérées par éclatement des fruits à maturité si les paysans ne veillaient à récolter ceux-ci encore verts.

### Répartition

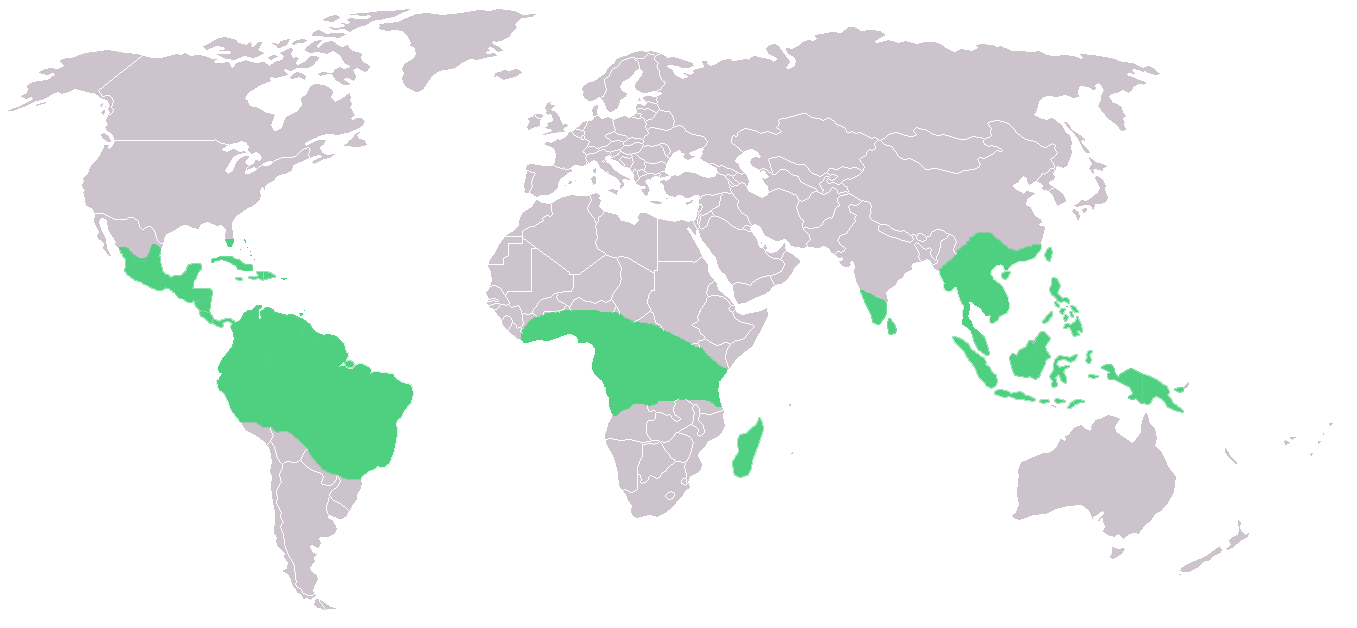
Distribution actuelle de la vanille comme plante cultivée.

La vanille vit dans les sous-bois des forêts tropicales humides. Elle était déjà reproduite par bouturage bien avant l'arrivée des conquistadores espagnols au Mexique. Aussi la quasi-totalité des pieds connus, même ceux qui poussent spontanément en forêt, sont-ils des clones provenant d'exploitations agricoles actuelles ou de cultures abandonnées.
L'aire naturelle originelle de la vanille est donc assez mal connue. Elle s'étendrait dans une région couvrant pour parties le Sud du Mexique, le Guatemala, le Belize et le Honduras, mais elle serait devenue rarissime à l'état réellement sauvage. Une trentaine de pieds seulement, par ailleurs très dispersés, sont actuellement identifiés comme tels.
La vanille est surtout connue comme plante à épice cultivée. C'est l'histoire de cette épice qui a contribué à diffuser la culture et à installer la plante dans la plupart des régions tropicales humides du monde.

## Histoire

### La «fleur noire» des Aztèques (vanille)

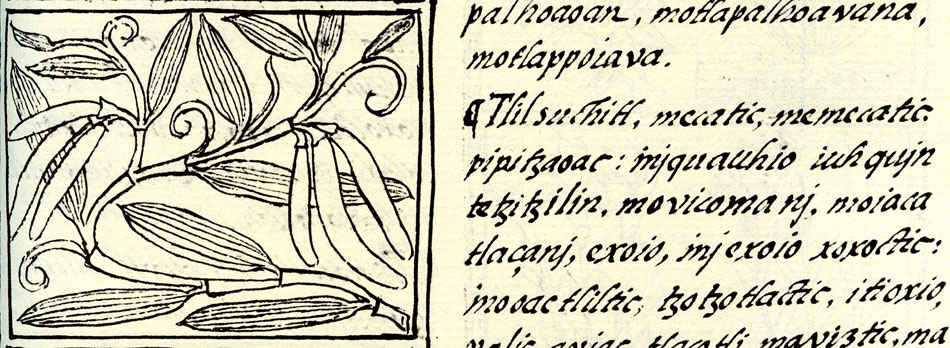
Description des usages et des propriétés écrits en langage nahuatl d'un plant de vanille, illustration issue du Codex florentin (vers 1580).

L'histoire de la vanille est associée à celle du chocolat. Les Aztèques, et auparavant les Mayas, agrémentaient de vanille une boisson épaisse à base de cacao. Les Aztèques appelaient cette boisson, destinée aux nobles et aux guerriers, xocoatl. Ils ne cultivaient cependant eux-mêmes ni le cacao, ni la vanille, en raison d'un climat inadapté. Ces denrées de luxe provenaient d'un commerce avec les régions voisines.

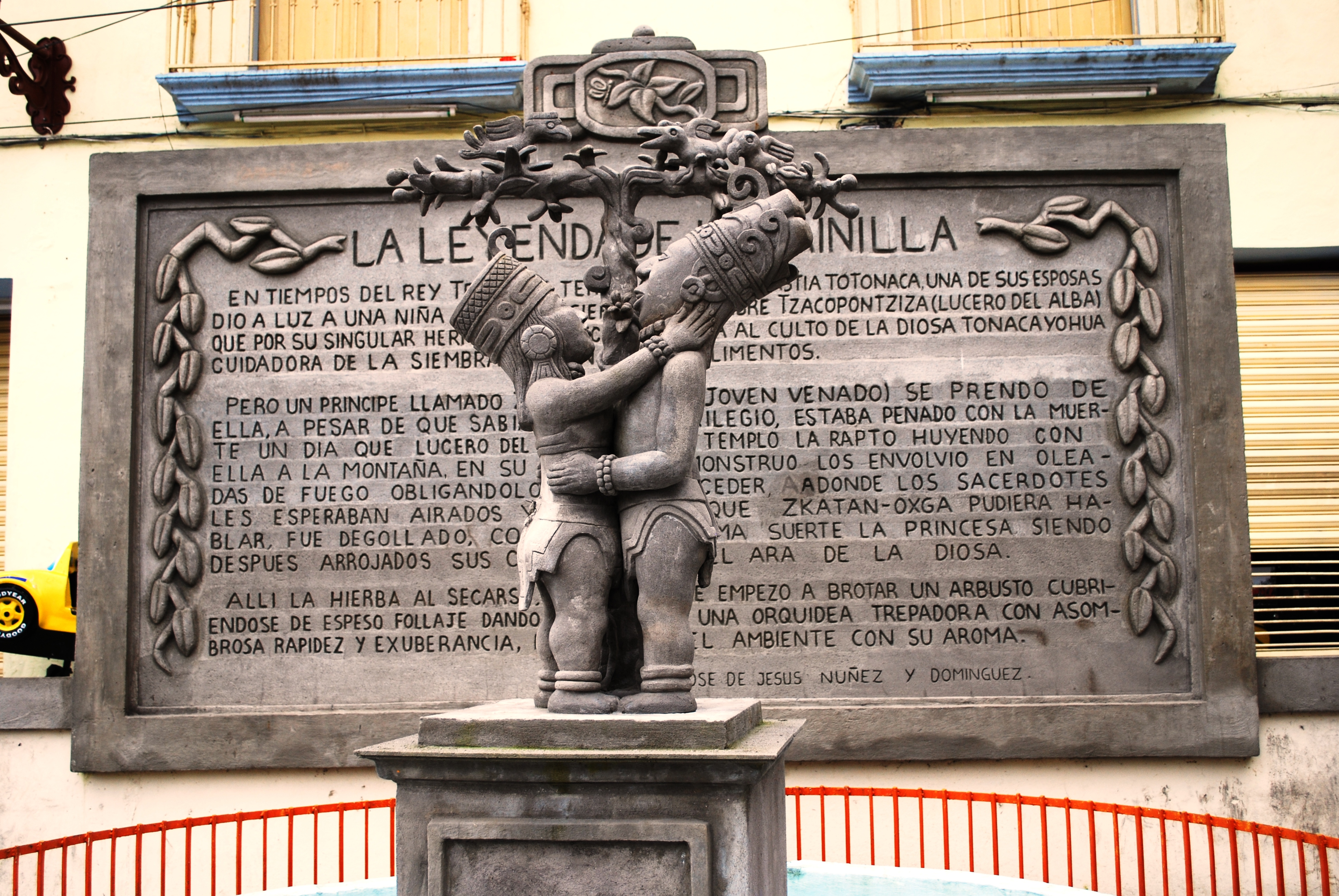
Statue représentant Tzacopontziza et Zkatan-Oxga à Veracruz.

Ce sont les Totonaques, occupants des régions côtières du golfe du Mexique autour des actuelles villes de Veracruz et de Papantla, qui produisaient la vanille et en approvisionnaient l'empire aztèque. Selon la légende, la liane de vanille est née du sang de la princesse Tzacopontziza (ce qui peut se traduire par « Étoile du Matin ») à l'endroit où son ravisseur, le prince Zkatan-Oxga (c'est-à-dire « Jeune Cerf ») et elle-même furent rattrapés et décapités par les prêtres de Tonoacayohua, la déesse des récoltes. Le prince se réincarna en un vigoureux arbuste et la princesse devint la délicate liane d'orchidée enlaçant tendrement son amant. Les Totonaques appelaient la vanille et l'appellent encore aujourd'hui caxixanath, la « fleur cachée », ou plus brièvement xanat.
Les Espagnols découvrent la vanille au début du XVIe siècle à l'occasion de leur conquête du continent américain. Rien ne permet de croire que cette épice fut rapportée du passage en Amérique centrale des toutes premières expéditions continentales, notamment celles de Ojeda et de Nicuesa en 1509 ou de Núñez de Balboa au Panama en 1513, car aucun compte rendu n'a jamais été trouvé à ce sujet. Tout laisse en revanche à penser que la connaissance décisive de la vanille est effectivement liée à l'arrivée des Espagnols à Tenochtitlan, l'actuelle Mexico, et à la rencontre en 1519 de Hernán Cortés avec l'empereur aztèque Moctezuma II, dont Sahagún décrit les mœurs et en particulier l'usage de la vanille pour parfumer son chocolat. La première référence écrite connue à la vanille, ainsi que la première illustration, figurent dans le Codex de Florence, aussi connu sous le nom du Codex mésoaméricain Badianus, écrit par les médecins aztèques Martinus de la Cruz et Juannes Badiano en 1552. Cet ouvrage constitue à la fois la première référence concernant une orchidée du Nouveau Monde et le premier livre médical écrit aux Amériques.

### Le monopole mexicain
Le commerce international ne prend de l'ampleur qu'à partir du XVIIe siècle. La vanille est introduite auprès de la reine Élisabeth d'Angleterre par son pharmacien, Hugh Morgan. Celui-ci en fait parvenir un échantillon à Charles de l'Écluse qui publie en 1605 pour la première fois en Europe une description naturaliste de la gousse en la dénommant Lobus oblongus aromaticus, l'écale allongée aromatique.
Pendant plus de deux siècles, aux XVIIe et XVIIIe siècles, le Mexique, en particulier la région de Veracruz, conserve le monopole de la vanille. Les Totonaques demeurent les premiers producteurs mondiaux jusqu'au milieu du XIXe siècle.
Toutes les tentatives de faire produire cette orchidée hors de son aire naturelle d'origine se soldent par des échecs. On ignore en effet jusqu'au XIXe siècle que des pollinisateurs indigènes jouent un rôle fécondateur indispensable à la formation du fruit.
La vanille suscite un véritable engouement en Europe. Elle est notamment de plus en plus appréciée à la cour de France. Sous le charme, Louis XIV décide de tenter sérieusement d'introduire la liane à l'île Bourbon. Les diverses tentatives réalisées sous son règne échouent.

### Le rayonnement de l'île Bourbon

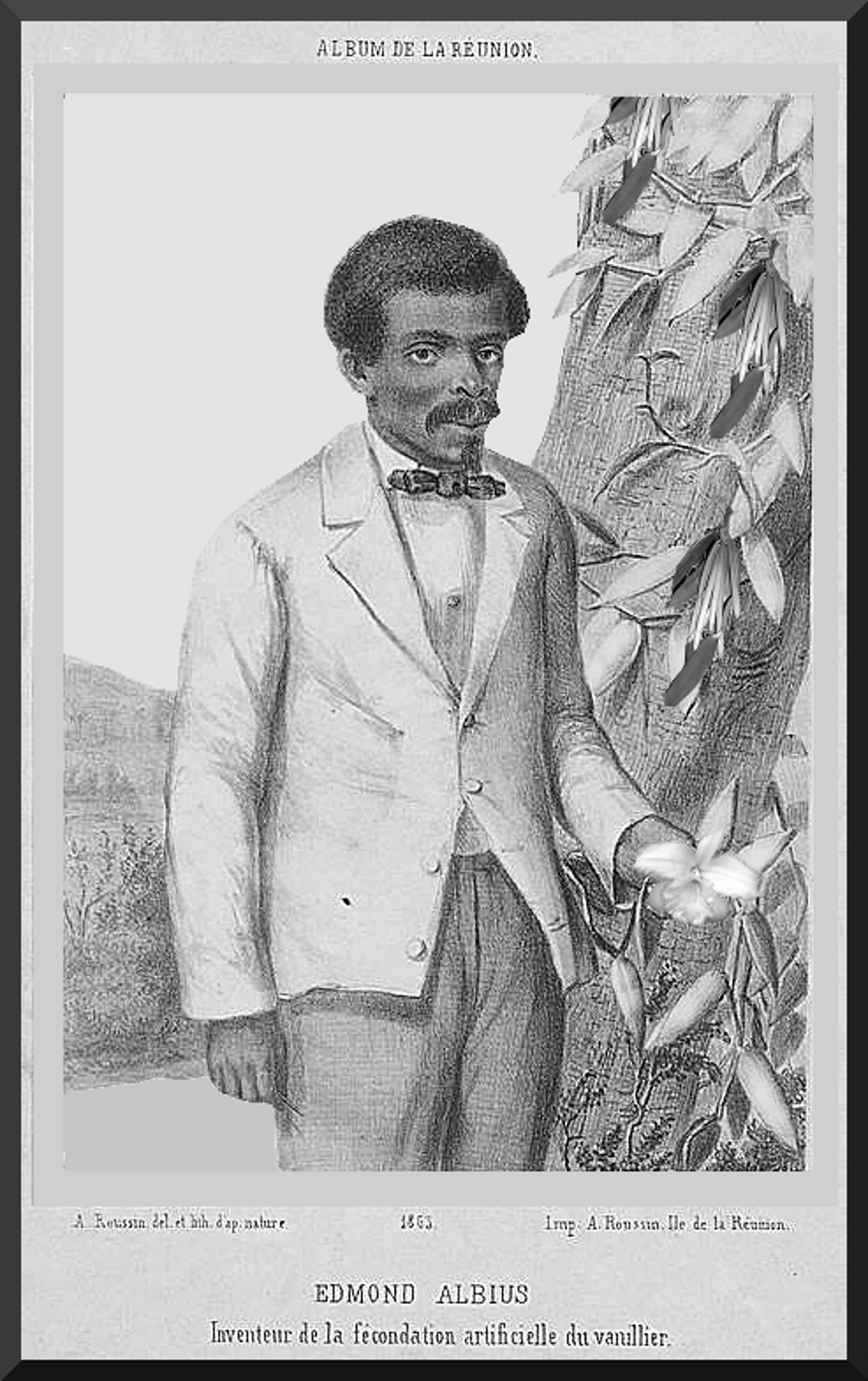
Portrait d'Edmond Albius devant des lianes de vanille paru en 1863 dans lAlbum de l'île de la Réunion d'Antoine Roussin.

La première pollinisation artificielle du vanillier est réalisée en 1836 au jardin botanique de Liège par le naturaliste belge Charles Morren, puis en 1837 par l'horticulteur français Joseph Henri François Neumann.
Ce n'est cependant qu'en 1841 qu'un jeune esclave de l'île Bourbon (aujourd'hui La Réunion) de douze ans, Edmond Albius, crée le procédé pratique encore utilisé de nos jours. Cette méthode de pollinisation, dont Jean-Michel-Claude Richard tente de s'approprier la paternité, fait de l'île Bourbon le premier centre vanillier de la planète quelques décennies seulement après l'introduction de l'orchidée sur place en 1819. À l'abolition de l'esclavage en 1848, on donne au jeune Edmond le patronyme d'Albius, en référence à la couleur « blanche » (alba) de la fleur de la vanille.
La vanille a aussi été longtemps cultivée à la Guadeloupe et à la Martinique ; mais avec le recentrage de l'agriculture sur la canne à sucre et la banane, elle a pratiquement disparu.

### L'essor malgache

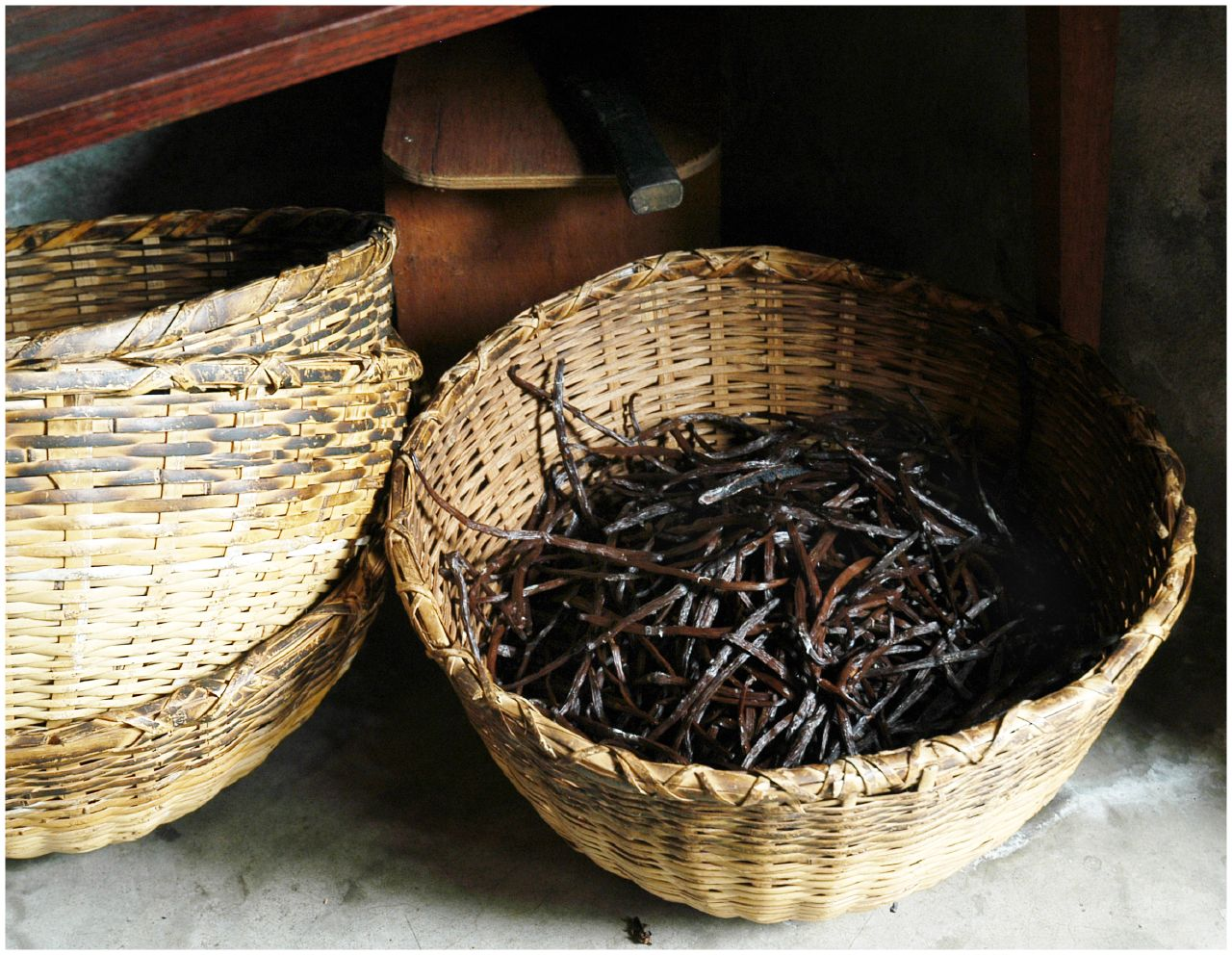
Vanille Bourbon de Madagascar.

Ce sont les planteurs réunionnais qui introduisent, vers 1880, à Madagascar, la culture de la vanille. Les premières plantations sont installées sur l'île de Nosy Bé. De là, elles prennent ensuite pied dans les régions orientales de la grande île, celles d'Antalaha et de Sambava au climat humide favorable. L'engouement est rapide et la production malgache dépasse les 1 000 tonnes en 1929, soit plus de dix fois celle de La Réunion. Mais le marché manquant de régulation, la vanille connaît cycliquement des crises de surproduction.
Malgré la concurrence d'autres pays tropicaux comme l'Indonésie et l'émergence de nouvelles dynamiques de conquête du marché comme dans l'État du Kerala en Inde, Madagascar conserve toujours aujourd'hui largement son rang de premier exportateur mondial. Selon les années, Madagascar produit 60 à 80 % de la vanille dans le monde.

## Modes de culture et de transformation de l'épice

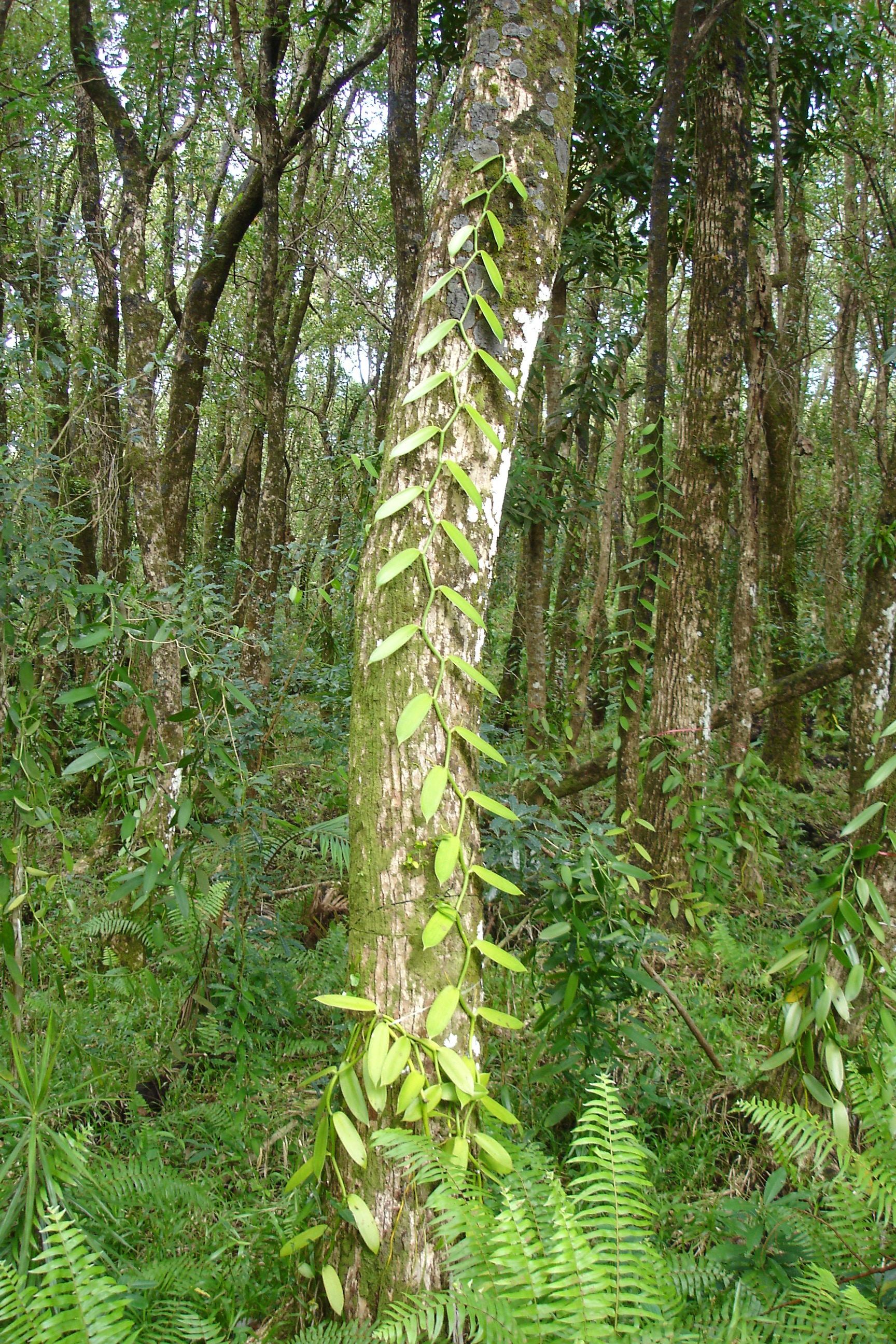
Culture en sous-bois.

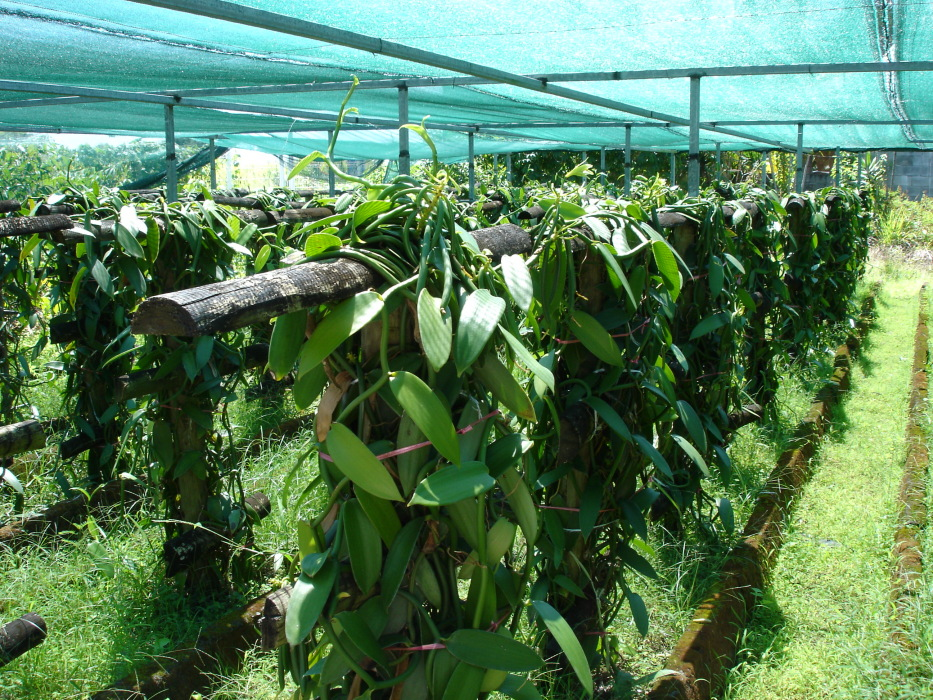
Culture sous ombrière synthétique.

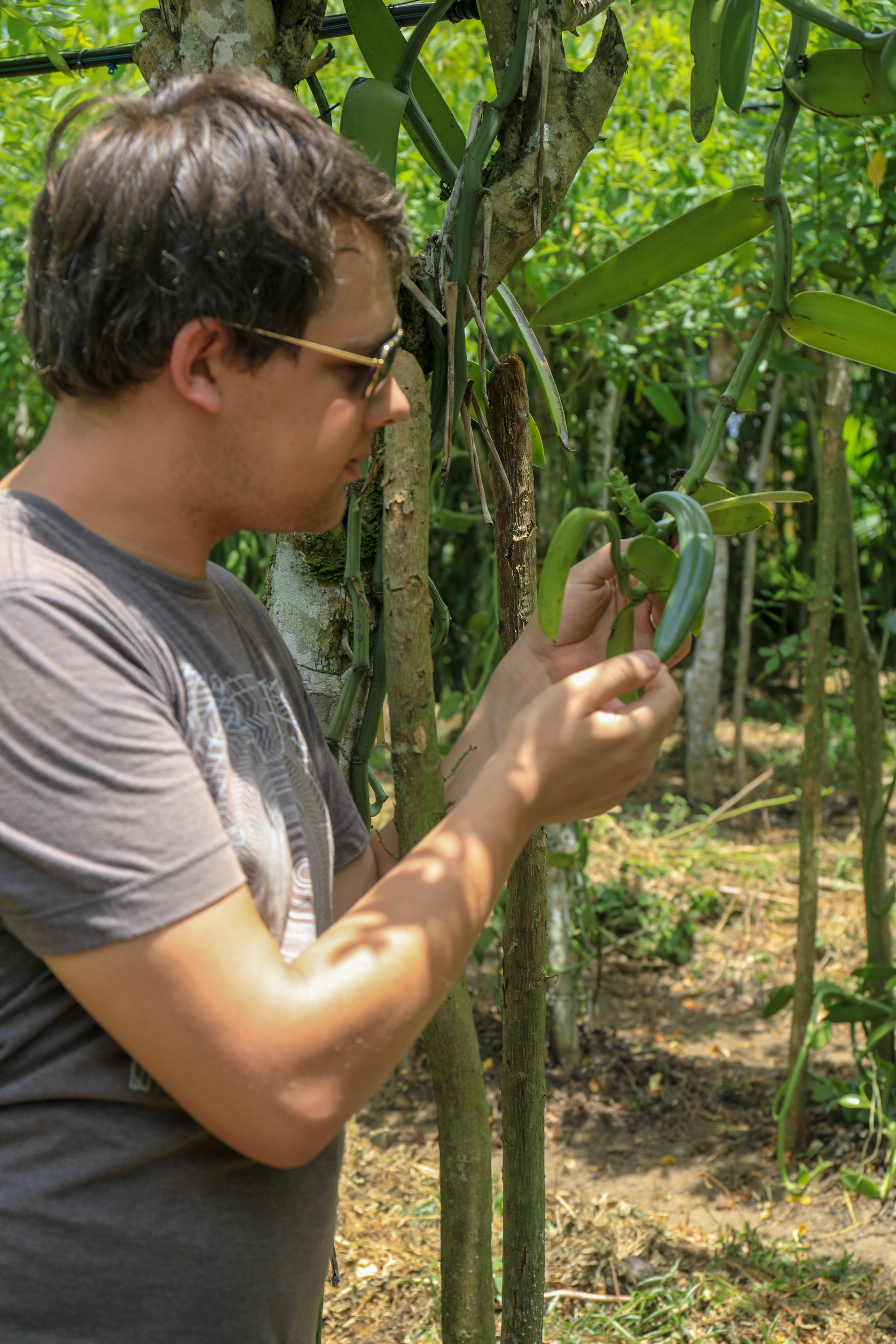
Contrôle de la qualité de la vanille verte avant récolte.

### Plantations
Pour croître, la vanille a besoin d'un climat chaud et humide, d'un support d'accrochage et d'un certain ombrage. Trois techniques de plantation sont principalement mises en œuvre, de la plus extensive à la plus intensive :
- en sous-bois, en utilisant les troncs des arbres comme supports ;
- en culture intercalaire, par exemple entre les cannes à sucre ;
- sous ombrière artificielle.

Les paysans assurent le bouturage, contrôlent ou assistent le bon accrochage et veillent en particulier à replier la liane de telle façon que les futures gousses puissent se trouver à hauteur d'homme.

### Fécondation

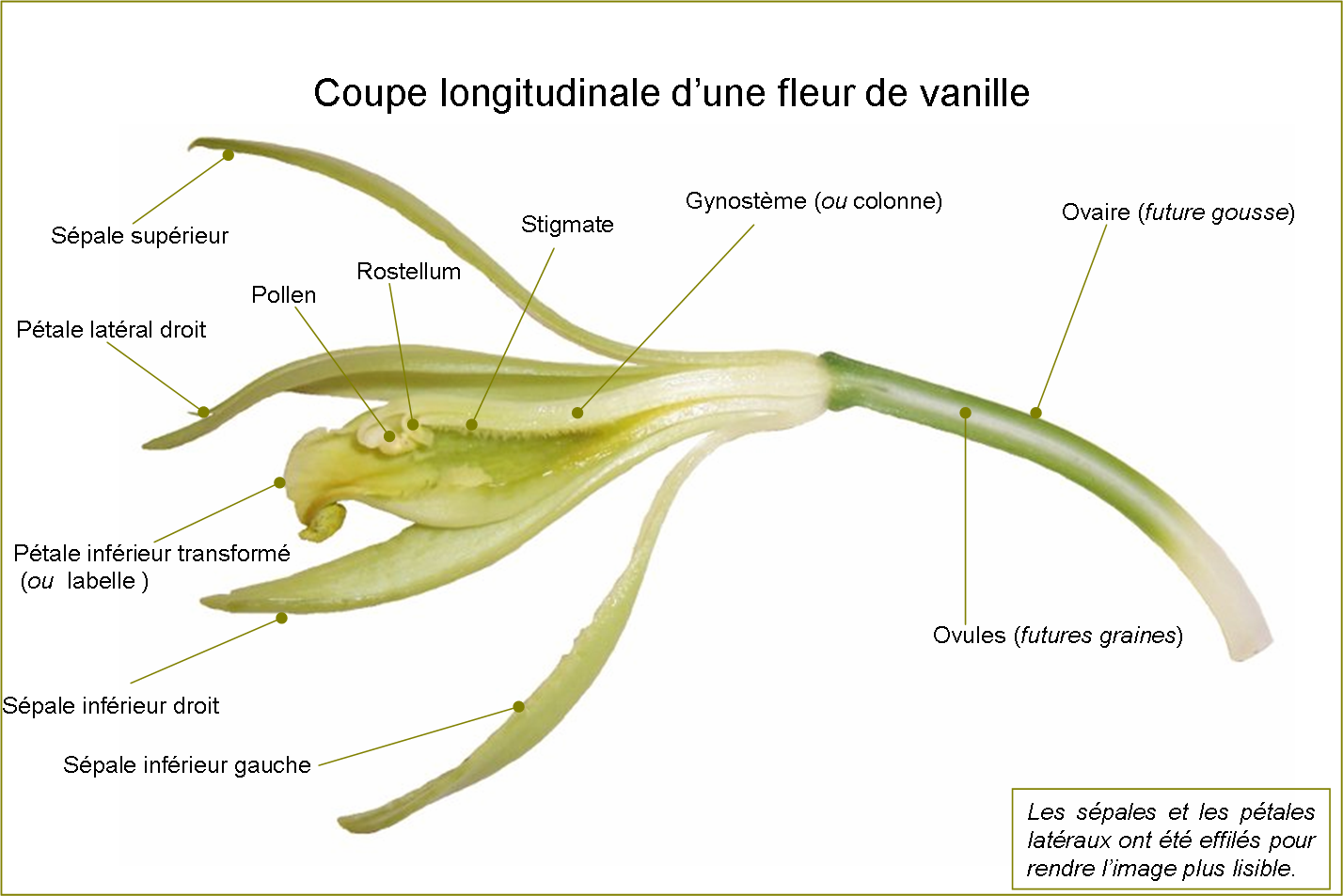
Section longitudinale d'une fleur de vanille.

En dehors de son aire d'origine, la fécondation doit toujours être assurée manuellement fleur par fleur (en effet, l'insecte n'ayant pas été importé dans les pays où la culture de la vanille s'est répandue, la fécondation doit faire appel à l'homme).
Le procédé utilisé est toujours le même que celui inventé par Edmond Albius. On le pratique tôt chaque matin (car les fleurs ont une vie brève de quelques heures en début de journée) et par temps sec (car la pluie contrarie la formation du fruit).
La fleur est tenue délicatement d'une main, un doigt servant de point d'appui sous la colonne (la partie centrale de la fleur). Avec un instrument pointu mais non tranchant, une épine par exemple, on déchire le capuchon qui protège les organes sexuels mâles. Avec ce même instrument, on redresse alors la languette (le rostellum) qui sépare les organes femelles de la partie mâle et l'on rapproche avec les doigts l'étamine porteuse du pollen vers le stigmate ainsi dégagé en exerçant une petite pression pour assurer un bon contact.

### De la fleur à la gousse
Le maintien des fruits sur la liane peut naturellement aboutir à développer les arômes, mais la maturation est alors hétérogène sur la longueur de la gousse qui le plus souvent s'ouvre et se fend afin de libérer les graines. La transformation de fruits encore parfaitement inodores en une épice moelleuse, homogène et agréablement parfumée nécessite alors une préparation minutieuse et méthodique dont les principes ont été développés au Mexique de longue date.
La méthode la plus simple, dite « préparation directe », consiste à cueillir la gousse au tout début de son changement de couleur (au stade « queue de serin »)  puis à la faire maturer en alternant les expositions à l'ombre et au soleil. La technique est cependant délicate et les résultats souvent aléatoires, même si ce procédé est celui utilisé pour obtenir les produits les plus raffinés.
On lui préfère donc souvent la « préparation indirecte » commençant par un choc brutal qui tue la gousse (cueillie au stade « mûre à fil »), suivi d'une série d'opérations de transformation, de séchage et de tri qui durent près de dix mois avant d'aboutir au produit fini du bâton de vanille consommable.

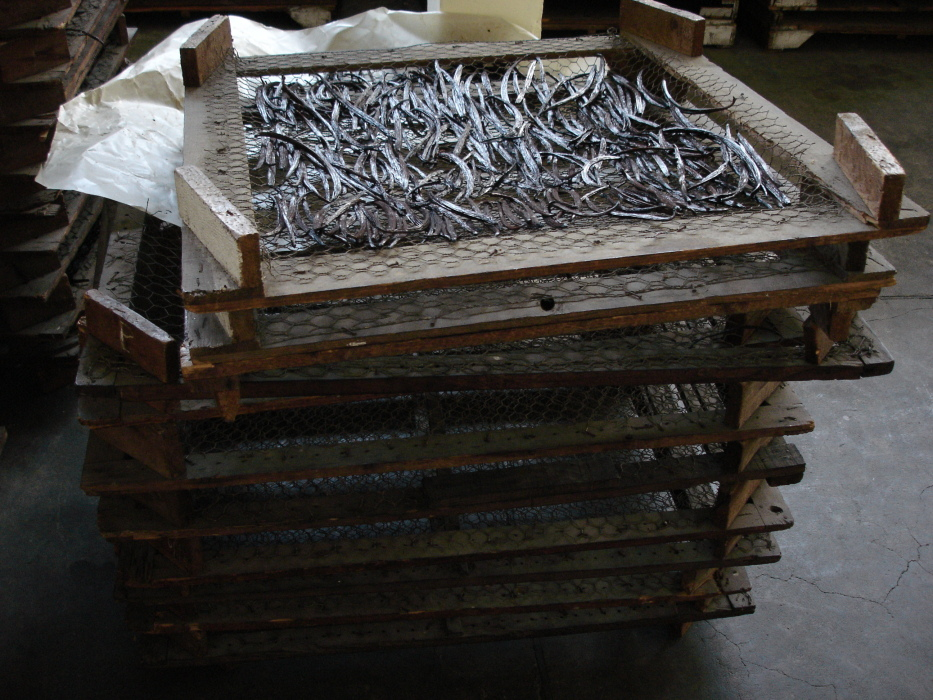
Séchage.

Pour tuer la gousse, on peut pratiquer un passage au four, au froid, aux rayons infrarouges, à l'alcool, etc. Mais le moyen, aujourd'hui, le plus couramment employé est un bain d'eau chaude. C'est ainsi que débute le procédé élaboré en 1851 par le Réunionnais Ernest Loupy à partir des connaissances mexicaines et largement vulgarisé par David de Floris. Les étapes en sont les suivantes : 
- échaudage : des paniers d'osier emplis de gousses vertes de vanille (jusqu'à 30 kg par panier) sont plongés pendant trois minutes dans une eau portée à 65 °C ;
- étuvage : les gousses sont aussitôt placées entre des couvertures de laine dans de grandes caisses pendant douze à quatorze heures ; ainsi maintenues au chaud, elles perdent leur eau, évoluent enzymatiquement et acquièrent leur couleur noire chocolatée ;
- séchage : pendant deux à six semaines, selon son niveau de qualité potentielle, la vanille est séchée quelques heures par jour d'abord au four (65 °C) sur des claies, puis au soleil, et enfin à l'ombre pour la meilleure qualité ;
- mise en malles : l'affinage se fait pendant huit mois dans des malles en bois habillées de papier sulfurisé; c'est durant cette période que l'arôme se développe ; les malles sont régulièrement visitées pour retirer d'éventuelles gousses moisies qui contamineraient les autres ;
- calibrage : les gousses sont triées selon leur longueur, les plus longues seront les mieux valorisées ;
- conditionnement : usuellement, les gousses de même longueur sont bottelées, sinon elles sont ensachées.

### Profil aromatique

Formule chimique de la vanilline.

La vanille développe un parfum complexe formé de plusieurs centaines de composés aromatiques différents. Parmi ceux-ci, c'est cependant la molécule de vanilline (4-hydroxy-3-methoxybenzaldéhyde) qui forme et caractérise de manière dominante l'arôme de la vanille.
Le profil aromatique dépend des conditions de culture et de transformation mais aussi des cultivars utilisés. Le vanillon et la vanille de Tahiti ont des teneurs en vanilline relativement faibles. Cependant, le vanillon dégage une forte odeur de coumarine. Quant à la vanille de Tahiti, elle est plus riche en divers composés (alcool paraanisique, acide anisique, acide parahydroxybenzoïque...) que la vanille planifolia qui est plus riche en vanilline seulement. La préférence dans le bouquet aromatique dépendra du consommateur.

### Produits commerciaux
L'appellation commerciale « vanille » s'applique aux gousses préparées de longueur au moins égale à 15 centimètres. Les plus beaux fruits, dits « vanille ménagère », sont destinés à la vente au détail ; ils ne doivent être ni fendus, ni ragués, ni secs. Une gousse de qualité doit pouvoir être enroulée autour du doigt sans s'abîmer.
La qualité la plus exceptionnelle est appelée « vanille givrée » : la vanilline a cristallisé en surface en légères efflorescences neigeuses. C'est la vanille la plus intensément et la plus délicatement parfumée.
Les qualités moindres sont destinées au commerce de gros, pour le marché alimentaire industriel, ou sont utilisées pour la préparation de l'extrait de vanille ou de la poudre de vanille. L'extrait de vanille est obtenu par macération des gousses dans l'alcool ou dans une solution aqueuse de glycérol (de concentration importante), la poudre par broyage.
La mention vanille épuisée est un résidu d'extraction d'huile essentielle.

## Production et consommation mondiales

### Régions agricoles productrices

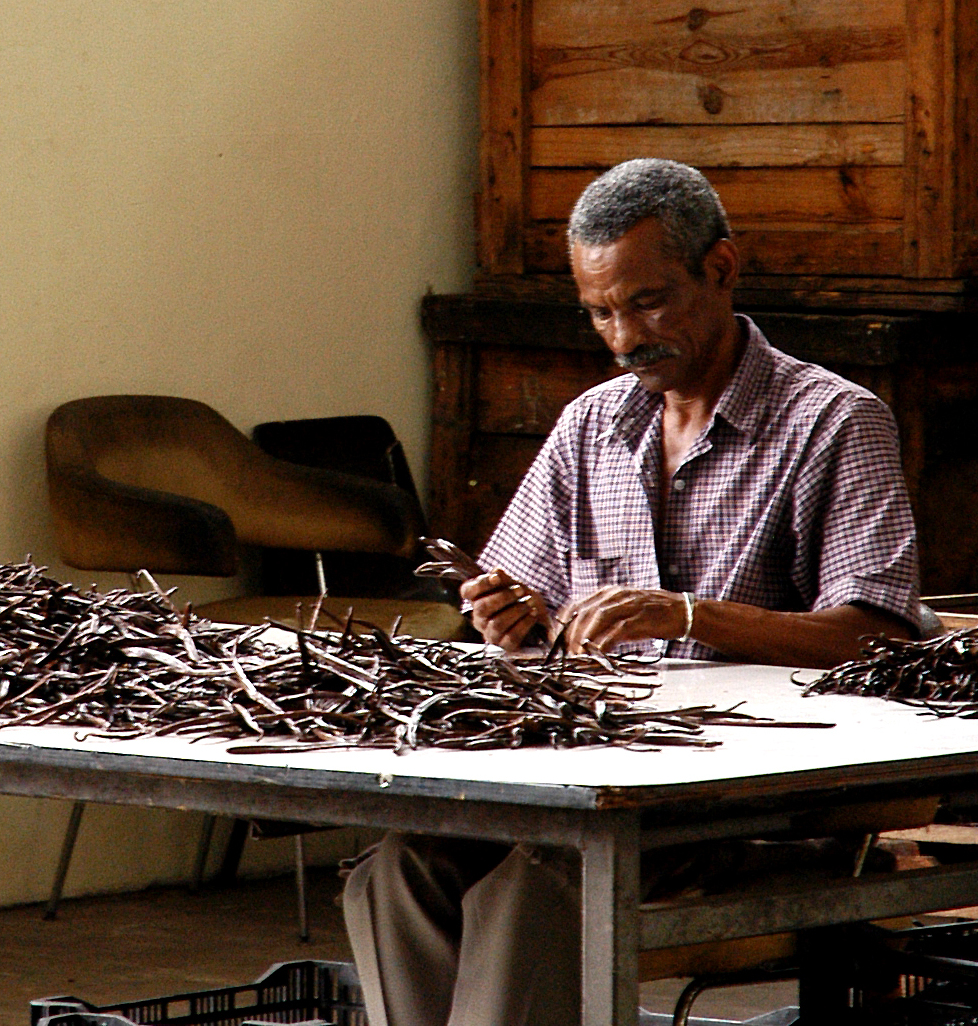
Un trieur de vanille à La Réunion.

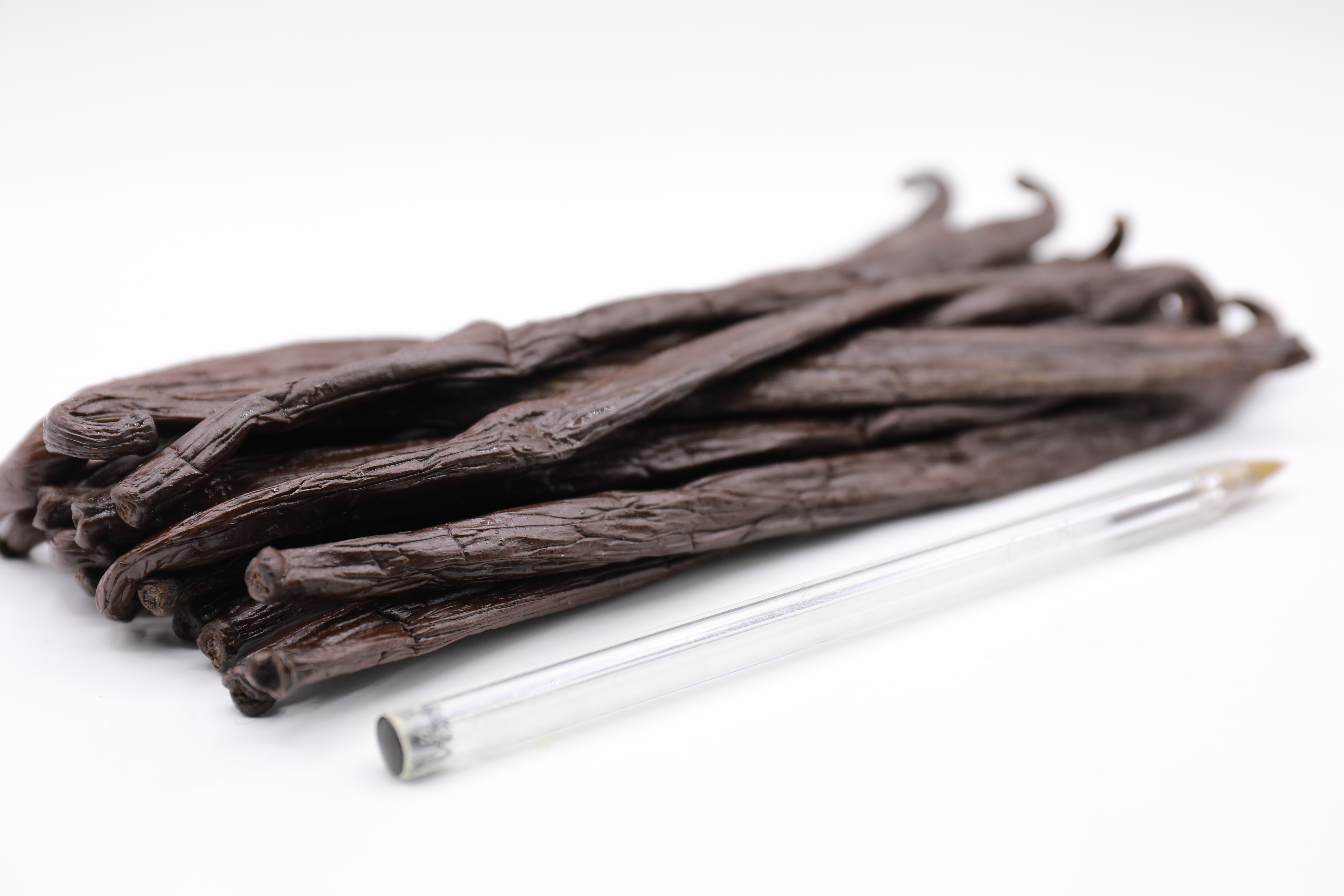
Vanille de Tahiti qualité « Grand Cru ».

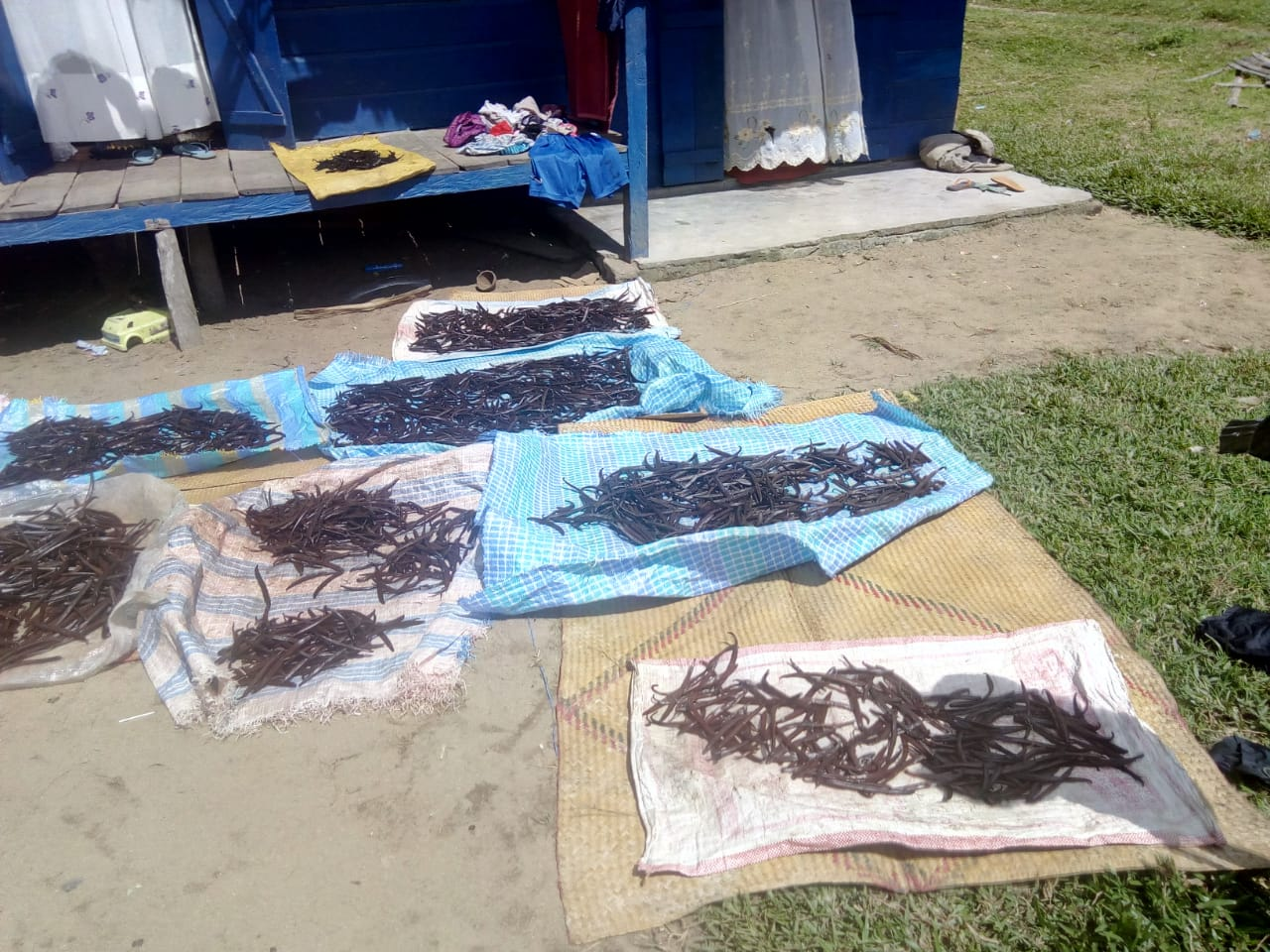
Vanille de Madagascar, Maroantsetra.

La culture de la vanille s'est répandue dans diverses régions tropicales humides du monde. Deux pays, Madagascar et l'Indonésie, assurent cependant l'essentiel de l'approvisionnement mondial.
En 1964, les pays producteurs de vanille du sud-ouest de l'océan Indien s'étaient regroupés au travers de l'« Alliance de la vanille de l'océan Indien » pour contrer l'emploi des vanillines de synthèse et défendre le label « vanille Bourbon », que celle-ci soit produite à Madagascar, aux Comores ou à l'île de La Réunion. Dans cette région du monde, le régime des alizés impose une culture sur les côtes orientales, les côtes-au-vent, qui sont les plus humides. En 1968, le centre d'études de propagande et d'information pour la vanille « Univanille » est créé. Il lance des campagnes de promotion de la vanille naturelle auprès des publics d'Europe et des États-Unis et négocie des quotas de livraison auprès des transformateurs américains.
À La Réunion, la production est concentrée le long de la côte-au-vent entre Sainte-Suzanne et Saint-Joseph. Le cahier des charges en vue de l'obtention d'une  Indication géographique protégée (IGP) est officiellement homologué en novembre 2018. L'IGP «Vanille de l’île de La Réunion» est reconnue et officiellement inscrite à l'échelle européenne au registre des appellations d’origine protégées et des indications géographiques protégées le 27 août 2021 en application du règlement d’exécution (UE) 2021/1405 de la Commission du 20 août 2021.
Dans l'archipel comorien, la culture de la vanille à Anjouan et Mayotte est à l'origine de l'implantation du groupe LVMH et de sa marque Guerlain dans ces îles. Elle est l'une des seules ressources de celles de l'Union des Comores avec le clou de girofle, autre épice à partir de laquelle on peut éventuellement fabriquer de la vanilline.
Alors qu'au cours des années 1990, la production indonésienne était passée en tête, Madagascar a retrouvé aujourd'hui sa position dominante. En 2004, la vanille faisait vivre 80 000 paysans. Elle est surtout cultivée au nord-est, dans la région de Sava où l'on trouve 24000 des 29 500 hectares plantés dans l'île. On recense les autres plantations pour 1 500 ha autour de Diego Suarez et pour 3 800 ha dans la région de Toamasina, le port par lequel les exportations de l'épice sont réalisées.
D'autres pays, de longue tradition vanillière, continuent à alimenter de manière plus modeste le marché mondial : le Mexique, les Comores et dans une moindre mesure, sur des créneaux haut de gamme, La Réunion et Tahiti. En revanche, les Seychelles ne produisent plus de vanille. L'île Maurice produit à nouveau de la vanille depuis quelques années. Pour Maurice, la production globale de vanille est estimée à environ cinq tonnes par an ; des projets sont en cours pour augmenter et rendre plus autonome la production locale (SEAR-Nord à Maurice). L'ensemble de l'ile Maurice, à l'exclusion de ses côtes directement exposées aux embruns, bénéficie d'un climat et d'une hydrométrie favorables au développement et à la floraison des orchidées de vanilla planifolia.
De nouveaux pays se sont lancés ou relancés dans la production de vanille, tels l'Ouganda, l'État du Kerala en Inde, la Papouasie-Nouvelle-Guinée, les îles Tonga, etc. Recherchant la diversification des revenus agricoles et un bon profit, ils se trouvent néanmoins confrontés aux incertitudes d'un marché très fluctuant pour un produit agricole qui nécessite de plus un suivi précis et rigoureux tout au long de la filière pour aboutir à une épice de qualité.
La Chine produit également de la vanille dans la province du Yunnan.

### Chiffres de la production

Production de vanille en 2011.

Le marché relativement restreint de la vanille, qui vise à satisfaire une demande attachée à l'authenticité naturelle, est soumis aux aléas climatiques et à la spéculation financière. Les cyclones tropicaux qui touchent fréquemment la côte orientale de Madagascar peuvent en effet détruire une part importante des vanilleraies ou de la récolte annuelle. Mais la vanille transformée pouvant être conservée plusieurs années, les groupements d'agriculteurs producteurs ou les négociants, s'ils en ont les moyens, peuvent aussi constituer des stocks d'attente, pour amortir les variations de prix ou au contraire profiter de ces variations.
Le plus souvent, les grands groupes agro-alimentaires ou des négociants internationaux traitent directement et confidentiellement avec les collecteurs locaux. Dans un contexte d'opacité, où l'annonce même des prévisions de production sert à influer sur le niveau des prix, il est donc difficile de connaître avec assurance la production de l'année en cours d'exploitation voire de l'année précédente.
De plus, les valeurs de production, parce qu'elles doivent normalement être exprimées en production agricole brute (c'est-à-dire en considérant la vanille verte pouvant être cinq fois plus pesante que la vanille transformée) peuvent perturber les comparaisons, mais elles permettent tout de même d'apprécier les tendances évolutives des parts mondiales des différents pays producteurs ou régions productrices.
| Production en tonnes en 2019 Données de FAOSTAT (FAO) |            |               |
| Pays                                                  | Production | Part mondiale |
| Madagascar                                            | 2 967      | 40 %          |
| Indonésie                                             | 2 119      | 29 %          |
| Mexique                                               | 522        | 7 %           |
| Papouasie-Nouvelle-Guinée                             | 498        | 7 %           |
| Chine                                                 | 424        | 6 %           |
| Turquie                                               | 348        | 5 %           |
| Ouganda                                               | 184        | 3 %           |
| Tonga                                                 | 179        | 2 %           |
| Polynésie française                                   | 35         | < 1 %         |
| Comores                                               | 21         | < 1 %         |
| Autres pays                                           | 45         | 1 %           |
| Monde                                                 | 7 342      | 100 %         |

| Production en tonnes en 2004 Données de FAOSTAT (FAO) |            |               |
| Pays                                                  | Production | Part mondiale |
| Indonésie                                             | 2 252      | 39 %          |
| Papouasie-Nouvelle-Guinée                             | 1 000      | 17 %          |
| Chine                                                 | 900        | 15 %          |
| Madagascar                                            | 839        | 14 %          |
| Mexique                                               | 252        | 4 %           |
| Ouganda                                               | 170        | 3 %           |
| Tonga                                                 | 145        | 2 %           |
| Turquie                                               | 100        | 2 %           |
| Comores                                               | 60         | 1 %           |
| Polynésie française                                   | 44         | 1 %           |
| Autres pays                                           | 79         | 1 %           |
| Monde                                                 | 5 841      | 100 %         |

| Production en tonnes en 1984 Données de FAOSTAT (FAO) |            |               |
| Pays                                                  | Production | Part mondiale |
| Madagascar                                            | 2 277      | 70 %          |
| Indonésie                                             | 520        | 16 %          |
| Mexique                                               | 161        | 5 %           |
| Comores                                               | 160        | 5 %           |
| La Réunion                                            | 56         | 2 %           |
| Malawi                                                | 20         | 1 %           |
| Tonga                                                 | 16         | 1 %           |
| Ouganda                                               | 10         | < 1 %         |
| Kenya                                                 | 10         | < 1 %         |
| Polynésie française                                   | 6          | < 1 %         |
| Autres pays                                           | 7          | < 1 %         |
| Monde                                                 | 3 243      | 100 %         |

D'une manière générale, les professionnels s'accordent à considérer que la production mondiale annuelle de vanille transformée avoisine en fait actuellement 1200 à 2 000 tonnes selon les années.

### Concurrence des arômes industriels
En 1876, le Dr Wilhelm Haarmann, chimiste allemand, réalise la première synthèse artificielle de la vanilline, dont la structure moléculaire avait été déterminée deux ans plus tôt, à partir de coniférine extraite de la résine d’épicéa. Mais d’autres substances à noyau aromatique peuvent aussi servir de base à une synthèse de la vanilline. C’est en employant l’eugénol, extrait des clous de girofle que se développe la production et le commerce de la vanilline de synthèse.
La vanilline de synthèse prend alors peu à peu une place de plus en plus importante dans l’alimentation comme dans l’industrie de tous les produits parfumés. Grâce à son faible coût de fabrication, elle permet de populariser universellement l’arôme de la vanille, mais en imposant en même temps à la vanille une concurrence sans merci. On estime actuellement la fabrication mondiale de vanilline de synthèse à environ 12 000 à 15 000 tonnes par an, alors que toute la vanilline naturelle qui pourrait être extraite de la production mondiale de vanille représente moins de 50 tonnes par an.
D'autres procédés industriels de fabrication de la vanilline synthèse ont de plus permis de tirer profit de matières premières de moins en moins chères : synthèse pétrochimique, synthèse à partir de la lignine des résidus de papeterie, oxydation de la curcumine extraite du curcuma ou préparation biotechnologique par fermentation contrôlée des résidus de pulpe de betterave des sucreries.
Parce que la molécule est chimiquement la même que celle présente dans la nature, la vanilline de synthèse est qualifiée d’« arôme identique-nature ».
En application de la réglementation européenne, la vanilline de synthèse peut être signalée comme ingrédient alimentaire par la simple mention d’« arôme », alors qu'en droit américain il faut parler d'arôme artificiel (artificial flavouring). Dans tous les cas, en revanche, l'appellation d’« extrait naturel » est réservée à l'emploi de vanille ou d'extrait de vanille.
Les transformateurs agroalimentaires s'évertuent cependant à suggérer l'idée de vanille, même quand il n'y en a aucune trace, soit par des formules sans valeur juridique du type « saveur vanille » ou « goût vanille », soit par des illustrations fantaisistes de fleurs de vanille ressemblant le plus souvent à des jonquilles.

### La crise des années 2000

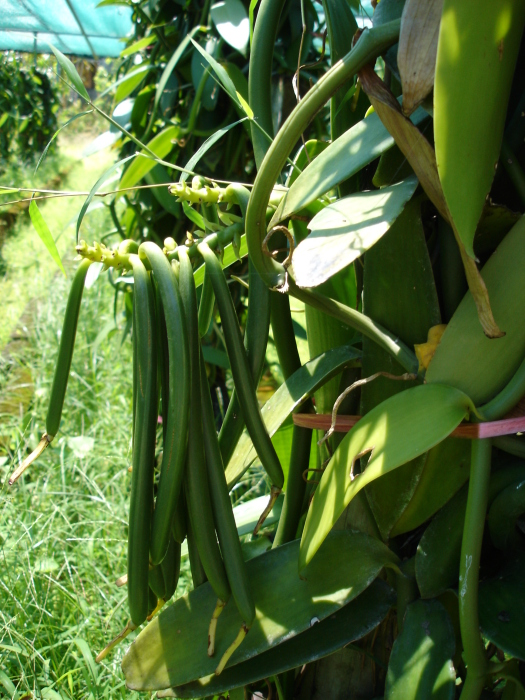
Gousses de vanille verte portées par les vanilliers avant la récolte.

En l'an 2000, lorsque Madagascar (40 % de la production mondiale en 1994) fut touché par les cyclones tropicaux destructeurs Eline et Hudah, les prix de la vanille ont fortement augmenté. Ce mouvement a ensuite été entretenu par la crise politique qui a secoué le pays et perturbé le marché quand, en 2002, le président Didier Ratsiraka a dû laisser le pouvoir à Marc Ravalomanana, un industriel qui a, par ailleurs, fait fortune grâce à la transformation du lait en yaourt et est donc personnellement intéressé par le secteur via son entreprise Tiko.
Cette crise a incité les pays concurrents comme l'Indonésie, l'Ouganda, la Papouasie-Nouvelle-Guinée et même le Mexique à relancer cette production agricole très spécialisée. D'autre part, les cours atteints ont eu un important effet de découragement des utilisateurs et les ont incités à développer la fabrication directe de la molécule de vanilline par des procédés de plus en plus diversifiés.

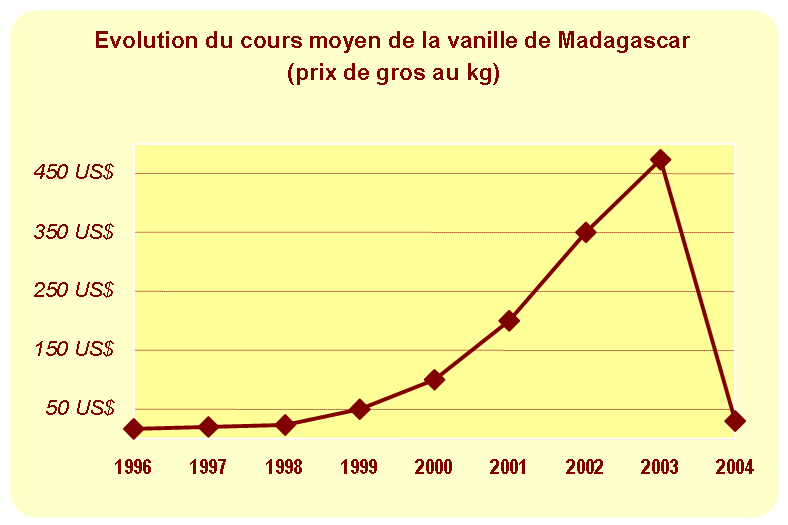
Variation du prix de la vanille de 1996 à 2004.

Mais, depuis début 2004, les cours mondiaux de la vanille ont chuté dans des proportions inquiétantes, passant de 500 USD à 25 à 70 dollars : 65 à 70 USD pour la Bourbon, 25 à 40 USD pour les autres variétés. Malgré ces nouveaux prix historiquement bas, les acheteurs continuent à délaisser les gousses de vanille. Madagascar, qui produisait 60 % de l'offre globale, a dû baisser de 40 % le volume de sa production mise sur le marché.
C'est à Nice que s'est tenu en octobre 2004 le premier congrès international consacré à cette épice. Il y a vu la création de l'International Vanilla Association, première structure de ce genre, ayant l'ambition de mieux appréhender les paramètres du marché.
À partir de 2015, le cours de la vanille de Madagascar augmente fortement, passant de 65 €/kg en 2014 à 205 €/kg en 2015, et se négocie à plus de 400 € sur le marché international, en grande partie à cause de la spéculation. Le prix maximal de 600 € le kilo est atteint en 2018. Fin décembre 2019 les prix chutent autour de 450 € le kilo. Pour faire face à une baisse plus importante des prix, le gouvernement malgache établit[Quand ?] un prix minimum de vente à l'exportation de 350 $ le kilo pour l'année 2020. À la mi-juillet 2020, les autorités de Madagascar publient un décret fixant un prix minimum de 250 $ au kilo (FOB) pour la récolte 2020. Il est fort probable que le prix du marché pour la vanille de qualité « extraction » se rapproche de la fourchette 100 à 125 $ le kilo et que celui de la qualité « gourmet » se stabilise dans la fourchette 200 à 250 $ le kilo. La pandémie de Covid-19 a fortement freiné l'achat de vanille naturelle par les principaux acheteurs internationaux depuis février 2020. De plus, la production (en cours de juin à octobre) en 2020 à Madagascar est estimée à environ 2 000 tonnes, un record qui n'a pas été vu depuis près de dix ans, doublé d'un retour de la qualité des vanilles[réf. nécessaire].

### Négoce et consommation
Les Européens consomment plus volontiers de la vanille naturelle, en particulier l'Allemagne et la France (75 % de la variété Bourbon), alors que les États-Unis consomment plus d'arôme vanille. Ils n'en restent pas moins les plus gros consommateurs mondiaux de vanille naturelle devant les deux autres pays cités. 
| Importations en volume et en valeur (en 2019) Données de FAOSTAT (FAO) |                          |               |                              |                           |
| Pays                                                                   | Importations (en tonnes) | Part mondiale | Importations (en millions $) | Valeur unitaire (en $/kg) |
| États-Unis                                                             | 1 393                    | 21 %          | 526                          | 377                       |
| Royaume-Uni                                                            | 894                      | 14 %          | 130                          | 150                       |
| France                                                                 | 775                      | 12 %          | 207                          | 268                       |
| Allemagne                                                              | 466                      | 7 %           | 124                          | 266                       |
| Canada                                                                 | 383                      | 6 %           | 66                           | 171                       |
| Australie                                                              | 247                      | 4 %           | 15                           | 59                        |
| Pays-Bas                                                               | 194                      | 3 %           | 26                           | 132                       |
| Belgique                                                               | 187                      | 3 %           | 8                            | 41                        |
| Autres pays                                                            | 2 021                    | 31 %          | 159                          | 76                        |
| Monde                                                                  | 6 620                    | 100 %         | 1 176                        | 178                       |

C'est une entreprise américaine au nom de Zink & Triest qui était début 2003 le numéro un du négoce international de cette épice. Depuis 2005, la disparition de Zink et Triest du marché de la vanille, a permis le rajeunissement de la filière et la montée en puissance de nouveaux acteurs comme Vanipro, Authentic Products situés en France, Hachmann située en Allemagne. Un utilisateur majeur est McCormick & Company, entreprise fondée en 1889 à Baltimore, mais encore PROVA, Givaudan, Robertet, Firmenich, IFF, tous des grands noms de l'industrie aromatique et de la parfumerie.

## L'utilisation
La demande de vanille est très diverse, pour :
- l'industrie agroalimentaire, qui représente 80 à 85 % de la demande mondiale, avec les chocolatiers industriels, les glaciers industriels comme Nestlé ou Unilever et les fabricants de sodas. Ainsi, la seule décision de Coca-Cola de proposer sa boisson gazeuse parfumée à la vanille a suscité une hausse de 10 % de la demande mondiale. Or, la recette originelle utilise déjà de la vanille. L'entreprise est devenue dès lors le plus grand consommateur au monde ;
- les particuliers, les artisans chocolatiers et glaciers, les cuisiniers, les pâtissiers ;
- l'industrie du cosmétique fabriquant des parfums et autres produits de soins.

### Préparations alimentaires

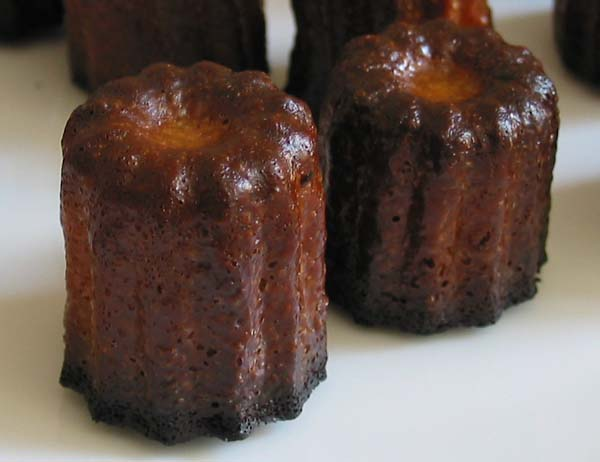
Des cannelés bordelais.

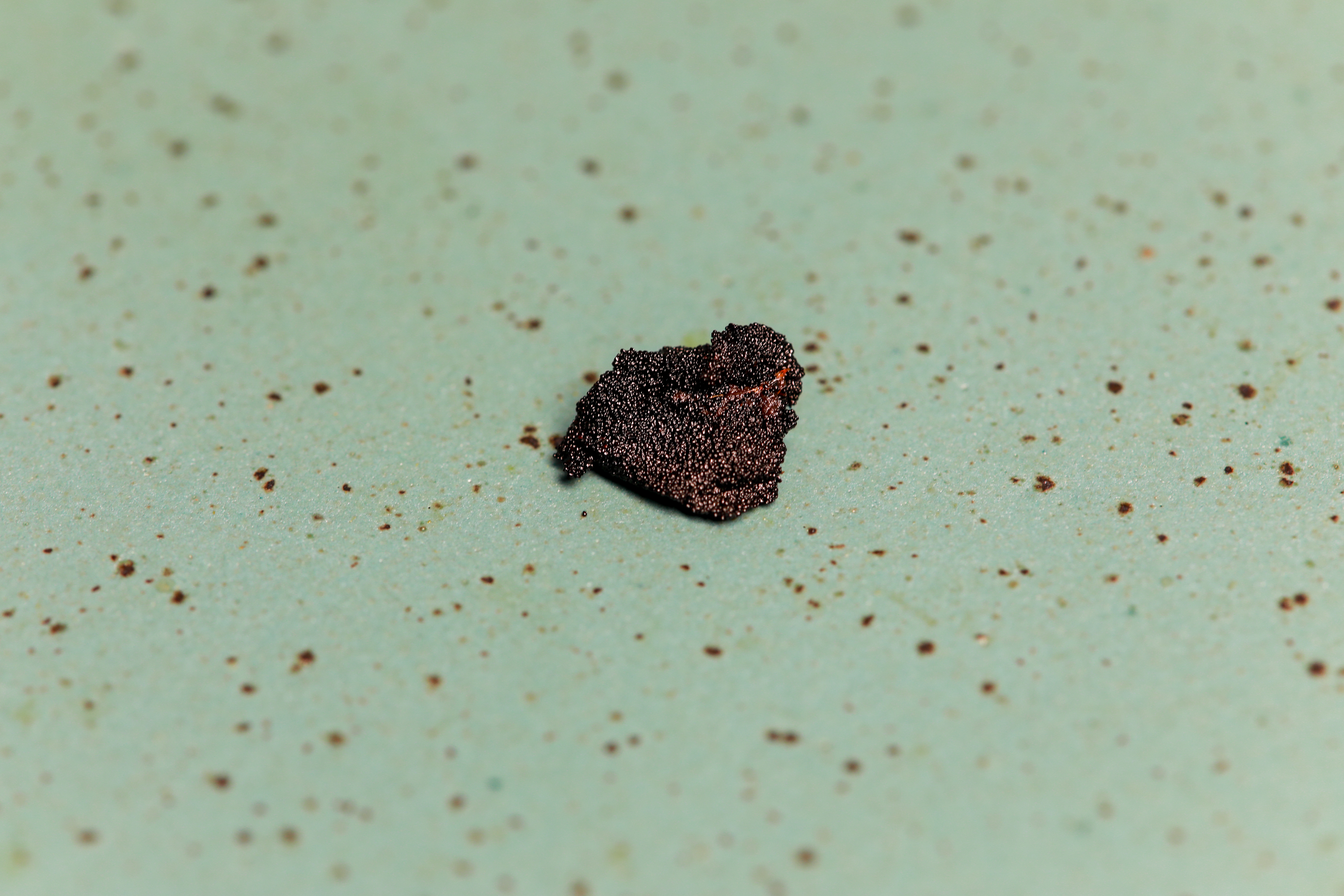
Graine de vanille Bourbon de Madagascar.

Quelques recettes à la vanille :
- desserts sucrés :
  - banana split ;
  - cheesecake vanille, caramel
  - crème anglaise ;
  - flan pâtissier ;
  - gaufre fourrée à la vanille ;
  - mirlitons de Rouen
  - macaron à la vanille
  - Milkshake à la vanille
- Plats salées
  - Martini ;
  - saint jacques à la vanille
  - rhum arrangé à la vanille.

### Parfumerie
La vanille apparaît en « note » de fond dans de nombreux parfums, et ce dès au moins le XVIIIe siècle puisque l'un des parfums de Marie-Antoinette en contenait. Depuis Jicky, créé par Guerlain en 1889, c'est le plus souvent la vanilline de synthèse qui apporte l'essentiel de la « touche » vanillée, mais l'utilisation de l'arôme naturel demeure appréciée pour sa capacité à donner de l'« arrondi » aux assemblages.
Quelques exemples de parfums avec des « notes » de vanille[réf. nécessaire] :
- Must de Cartier ;
- Shalimar de Guerlain ;
- Coco de Chanel ;
- Tocade de Marcel Rochas ;
- Hypnotic Poison de Dior ;
- Vanilla Field de Coty ;
- Jean-Paul Gaultier de Jean-Paul Gaultier.

## Couleur vanille
Le nom de couleur « vanille » désigne, dans l'habillement et la mode une nuance de beige, d'après la couleur des décoctions et crèmes préparées avec des gousses de vanille. Le colorant utilisé n'a aucun rapport avec la vanille.
Il est attesté en 1847 : « La couleur vanille est bien décidément celle qui domine en robes de soie, de laine, en manteaux et mantelets de velours -, mais le velours en nuance plus foncée que la soie. Il est entendu que cette mode ne s'applique qu'aux toilettes du matin ou de négligé. ». Plusieurs organes de presse parisiens de cette année et de l'année suivante confirment cette mode, sans cependant décrire plus la nuance dont il est question. Beige, grège, écru peuvent désigner la même teinte.